# Гей Костянтин Веніамінович
Костянтин Веніамінович Гей (серпень 1896, місто Санкт-Петербург, Російська імперія — розстріляний 25 лютого 1939, місто Москва, тепер Росія) — радянський політичний діяч, перший секретар та член Бюро ЦК КП(б) Білорусі в 1930—1932 роках. Кандидат у члени ЦК ВКП(б) у 1924—1934 роках. Член Комісії радянського контролю при РНК СРСР у 1934—1938 роках.
Жертва Сталінського терору.

## Біографія
Народився в родині банківського службовця. Батько був за національністю естонцем (або німцем), мати — росіянкою.
У 1914 році закінчив разом із братом Георгієм Псковську класичну гімназію. З 1914 по 1917 рік навчався на медичному факультеті Харківського університету, закінчив три курси.
Член РСДРП(б) з жовтня 1916 року.
У червні — вересні 1917 року — секретар відділу праці Псковської ради. З 5 серпня 1917 року — секретар Псковського комітету РСДРП(б). У жовтні — листопаді 1917 року — член і секретар Псковського військово-революційного комітету, один із керівників встановлення радянської влади у Пскові.
У листопаді — грудні 1917 року — редактор псковської губернської газети «Псковский набат». З грудня 1917 по квітень 1918 року — товариш (заступник) голови виконавчого комітету Псковської губернської ради. У 1918 році — член Військово-революційного штабу оборони Пскова.
27 квітня 1918 — червні 1919 року — голова виконавчого комітету Псковської губернської ради.
18 червня 1919 — квітні 1920 року — голова Псковського губернського комітету РКП(б).
У квітні 1920 — березні 1921 року — заступник начальника політичного відділу Рязано-Уральської залізниці, член президії Дорпрофсожу в місті Саратові.
У березні 1921 — 9 травня 1922 року — відповідальний секретар Псковського губернського комітету РКП(б).
У квітні — грудні 1922 року — завідувач організаційного відділу, заступник секретаря Північно-Західного бюро ЦК РКП(б) у Петрограді.
У грудні 1922 — листопаді 1923 року — відповідальний секретар Єкатеринбурзького губернського комітету РКП(б).
У листопаді 1923 — жовтні 1924 року — відповідальний секретар Єкатеринбурзького окружного комітету РКП(б).
У жовтні — грудні 1924 року — відповідальний секретар Пермського окружного комітету РКП(б).
У грудні 1924 — липні 1925 року — завідувач організаційно-розподільного відділу Уральського обласного комітету РКП(б) у місті Свердловську.
27 липня 1925 — 28 серпня 1926 року — завідувач організаційно-розподільного відділу ЦК РКП(б) (ВКП(б)), входив до найближчого оточення Сталіна.
У серпні 1926 — вересні 1927 року — 2-й секретар Уральського обласного комітету ВКП(б).
У вересні 1927 — грудні 1929 року — завідувач організаційного відділу та член виконавчого бюро Всесвітнього Інтернаціоналу профспілок.
8 січня 1930 — 23 січня 1932 року — 1-й секретар ЦК КП(б) Білорусі.
У січні 1932 — лютому 1934 року — секретар Московського міського комітету ВКП(б).
У березні 1934 — вересні 1936 року — уповноважений Комісії радянського контролю при РНК СРСР по Узбецькій РСР та по Середній Азії.
У вересні 1936 — лютому 1937 року — уповноважений Комісії радянського контролю при РНК СРСР по Горьковському краю.
У лютому 1937 — 20 квітня 1938 року — уповноважений Комісії радянського контролю при РНК СРСР по Горьковській області, Чуваській АРСР та Марійській АРСР в місті Горькому.
У квітні — жовтні 1938 року — заступник начальника Управління медико-інструментальної промисловості Народного комісаріату охорони здоров'я СРСР.
2 жовтня 1938 року заарештований органами НКВС. Засуджений Воєнною колегією Верховного суду СРСР 25 лютого 1939 року до страти, розстріляний того ж дня. Похований на Донському цвинтарі Москви.
6 червня 1956 року реабілітований, 11 червня 1956 року посмертно відновлений у партії.

## Пам'ять
1964 року 6-й Лунінський проїзд у місті Пскові було перейменовано на провулок Костянтина Гея.